# Anseropoda placenta
Espèce
Synonymes
- Anseropoda membranacea (Retzius, 1783)[2]
- Asterias cartilaginea Fleming, 1828[2]
- Asterias membranacea Retzius, 1783[2]
- Asterias palmipes Olivi, 1792[2]
- Asterias placenta Pennant, 1777[2]
- Asteriscus membranaceus (Retzius, 1783)[2]
- Asteriscus palmipes Müller & Troschel, 1842[2]
- Asteriscus placenta Lutken, 1864[2]
- Carna membranacea (Retzius, 1783)[2]
- Palmipes membranaceus (Retzius, 1783)[2]

Anseropoda placenta est une espèce d'étoiles de mer extrêmement plate, de la famille des Asterinidae. On la rencontre notamment en Europe.

## Systématique
L'espèce Anseropoda placenta a été décrite pour la première fois en 1777 par le naturaliste britannique Thomas Pennant (1726-1798) sous le protonyme Asterias placenta.

## Caractéristiques
C'est une étoile extrêmement plate, de forme grossièrement pentagonale et avec une file palmure reliant les bras (Anseropoda signifie « patte d'oie ») et un centre discrètement bombé. Elle est généralement de couleur fauve (allant du rose clair au brun en passant par divers rouges ou oranges), les crêtes des bras en général marquées d'une couleur légèrement plus sombre, ainsi que la marge. La face orale est généralement d'un blanc pur. Elle ne doit pas être confondue avec Peltaster placenta, plus épaisse et anguleuse (en forme de biscuit). 

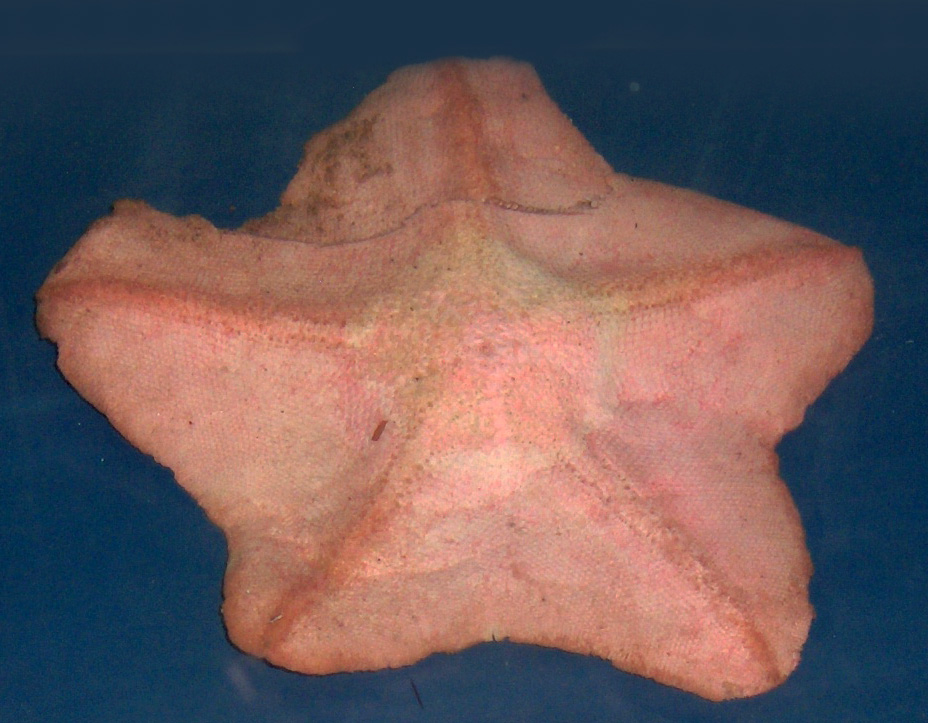
Anseropoda placenta.
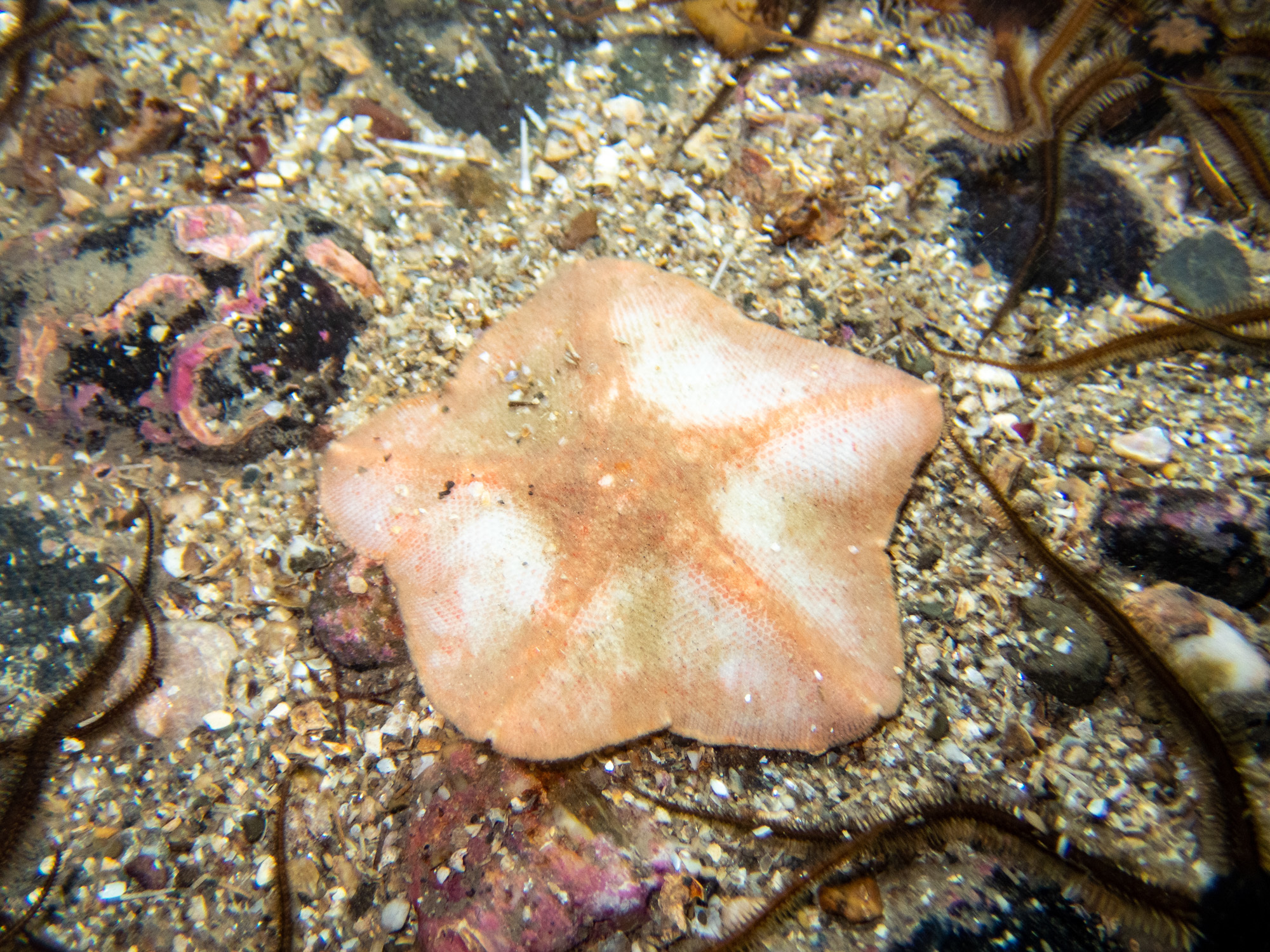
In situ.
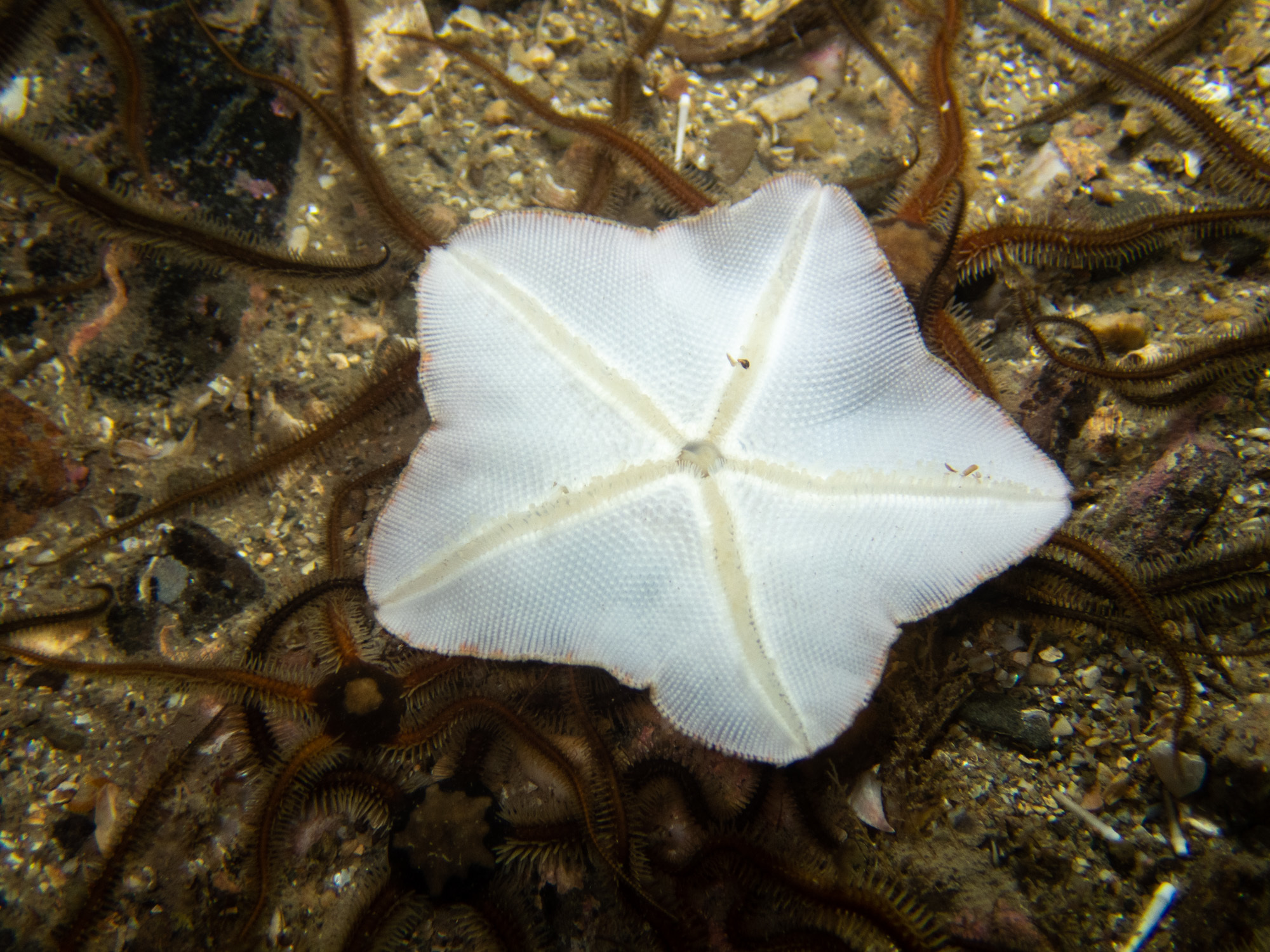
Face orale.
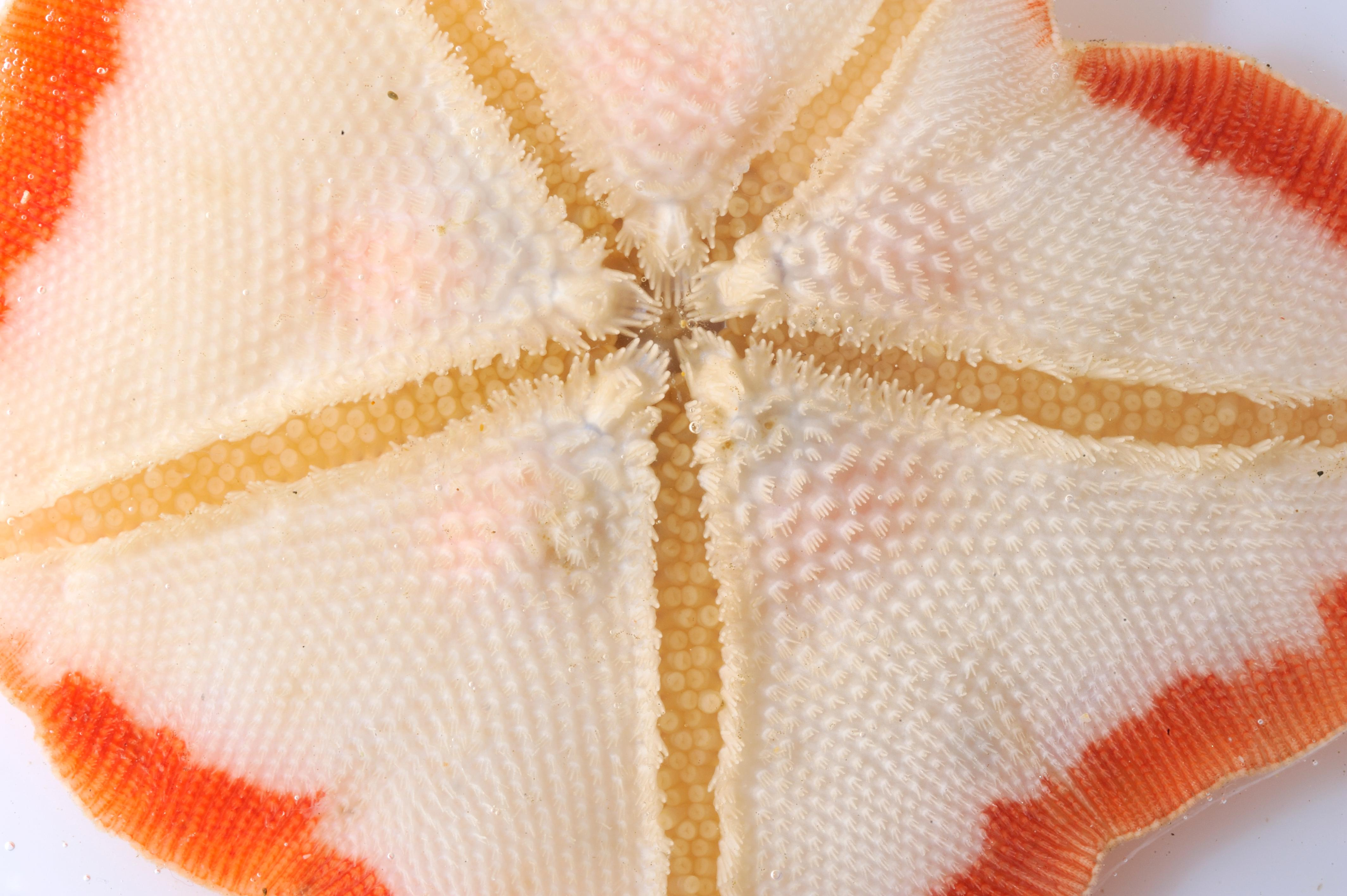
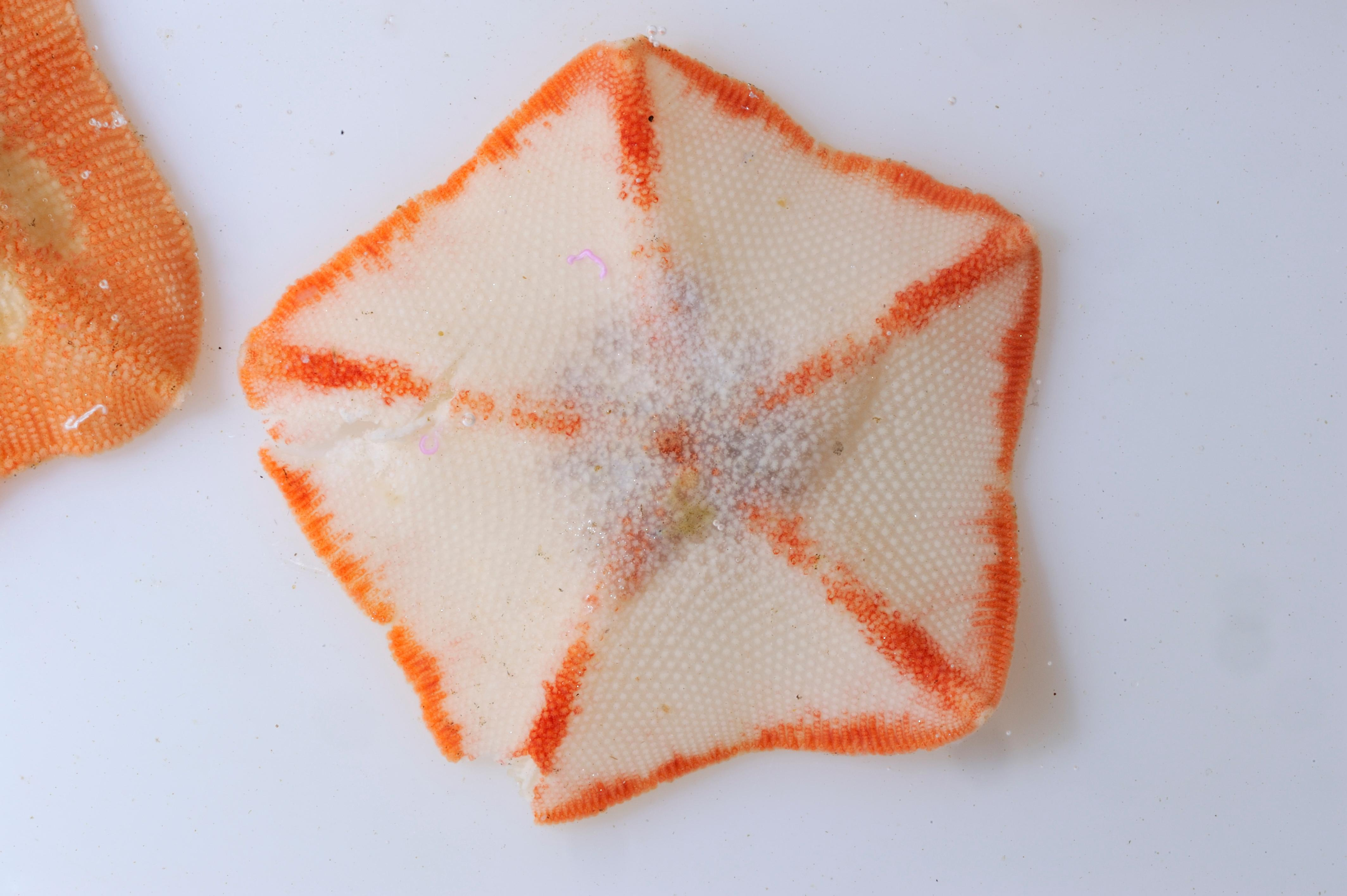

## Habitat et répartition
On trouve cette étoile dans tout l'Atlantique nord-est ainsi qu'en Méditerranée. Rare et discrète, elle vit sur des fonds graveleux entre 10 et 600 m de profondeur.